# Republika Amalfi
Republika Amalfi je bila srednjovjekovna država na Apeninskom poluotoku na prostoru Kampanije. Postojala je od 958. do 1037. godine. U 11. je stoljeću postala jednom od najvažnijih četiriju talijanskih Pomorskih republika: Republike Pisa, Republike Genove i Mletačke Republike. De facto je bila neovisnom državom, a formalno ovisna o Bizantu od 839. do 1131. godine.
Glavni joj je grad bio gradić Amalfi na jugu apeninskog poluotoka, na obali Tirenskog mora. U njoj je živjelo oko 70 tisuća stanovnika. Na čelu države nalazio se vojvoda (tal. duca, lat. duces; ponekad ga se zvalo doge, analogno mletačkom rivalu).

## Povijest
Ova republika je izvorno bila dijelom Napuljskog Vojvodstva (lat. ducatus Neapolitanus) koji je vodio bizantski patricij (πατρίκιος). Izvukla se iz vazalskog odnosa s Bizantom 958. godine te je izabrala svog vojvodu. Amalfi je postala moćnim gospodarskim subjektom. Bila je trgovinskim središtem čiji su trgovci prevladavali sredozemnom i talijanskom trgovinom cijelo stoljeće prije nego što su ju nadišle druge pomorske republike sa sjevera kao što su Pisa, Mletačka Republika i Genova. 1073. su ju godine zauzeli Normani. Dotad je Amalfi aktivno bio uključen u vanjskopolitičke poslove svojih susjeda: miješala se u poslove Kneževine Beneventa, Vojvodstva Sorrenta. Od 981. do 983. Amalfi je vladao Kneževinom Salerno. 987. je godine amalfijska biskupija izdignuta na razinu nadbiskupije. 1034. je Amalfi došao u vlast nad Kneževinom Capuom te 1039. godine Salernom. Normanski grof i vojvoda Puglie i Kalabrije Robert Guiscard je 1073. zauzeo Amalfi te se proglasio vojvodom Amalfija (dux Amalfitanorum). 1096. se je Amalfi pobunio, no buna je ugušena 1101. godine. Bunu su opet podigli 1130., a natjerani su na konačnu predaju 1131. kad je sicilski amiratus (admiral, emir) Ivan Ruđera II. krenuo na Amalfi suhozemnim putem, a Juraj Antiohijski je blokirao grad s morske strane te postavio bazu na Capriju. 1135. i 1137. Pisa je opljačkala grad i amalfijski slavni dani bili su prošlost. O Amalfiju je arapski zemljopisac, kroničar i pisac Ibn Hawqal 977. zapisao da je Amalfi najnapredniji grad Lombardije, najplemenitiji, najprosvjetljeniji, najvećeg blagostanja, da graniči s Napuljem, koji je lijepi grad, ali manje važan nego Amalfi.
Jezici kojima se govorilo bio je latinski. Po obliku vladavine bila je oligarška i aristokratska republika. Sredstvo plaćanja bio je amalfijski tarì. Većinska i državna vjera bila je rimokatolička. Vjerska manjina bio je ortodoksno kršćanstvo. Izvor zarade bila je trgovina i ribarstvo. Proizvodilo se drvnu građu, limune i jednu vrstu papira. Izvozilo se limune i jednu vrstu papira, a uvozilo začine. Trgovalo se s Bizantom, Rimom, Sicilijom, Egiptom, Sirijom i Indijom.